# Arturo Coello
Arturo Coello Manso (Mojados, 8 marzo 2002) è un giocatore spagnolo professionista di padel.
Soprannominato Rey Arturo, ha conquistato i suoi primi tornei da professionista al fianco di Fernando Belasteguín, prima di unirsi ad Agustín Tapia diventando il numero uno al mondo nel 2023 e 2024.

## Biografia
Nato a Mojados, un comune situato a 26 km da Valladolid, ha iniziato a giocare a padel sin da giovanissimo seguendo le orme del padre.

## Carriera
Arturo Coello ha esordito nel circuito professionistico del World Padel Tour nel 2017 insieme ad Alberto Rea, ma ha iniziato a scalare le classifiche solo nel 2019. Nel 2019 ha giocato insieme a Pincho Fernández, Fran Ramírez Navas e Guga Vázquez.
Nel 2020 ha giocato con Iván Ramírez, mentre nel 2021 ha iniziato la stagione con Miguel Lamperti.
Nel luglio 2021, annunciò Javi Ruiz come suo nuovo compagno. Con Ruiz raggiunse le semifinali dell'Open di Malaga, dopo aver sconfitto i numeri uno del mondo. A settembre Coello giocò con Alejandro Arroyo al Master di Barcellona e all'Open di Lugo, a causa di un infortunio di Javi Ruiz, ottenendo una sorprendente semifinale nella città galiziana. Una volta terminati i tornei, è stata confermata la separazione tra Javi Ruiz e Coello.
Nel novembre 2021 è stato convocato nella nazionale spagnola per il Campionato mondiale di padel 2021 disputato a Doha, che ha visto la Spagna è di Coello e Galán risultare vittoriosa in finale contro l'Argentina.
Nel 2022 si unisce al fianco di Fernando Belasteguín, disputando un ottimo anno sportivo, vincendo un totale di quattro titoli.
Nel 2023 gioca al fianco dell'argentino Agustín Tapia, riuscendo a diventare la coppia numero uno al mondo dopo la vittoria all'Open di Vigo contro la precedente coppia numero uno Lebrón-Galán. Dopo aver conquistato anche il titolo al Vienna Open, è diventato il giocatore più giovane del World Padel Tour ad aver raggiunto la posizione di numero uno al mondo, a 21 anni, 2 mesi e 21 giorni.

## Caratteristiche tecniche e stile di gioco
Noto per le sue eccezionali abilità tecniche e il suo stile di gioco estremamente dinamico dovuto all'ottima capacità fisica, tra le sue abilità principali presenta un potente smash.